# Терацуян, Адам Мартынович
Адам Мартынович Терацуян (род. 28 марта 1957 год, Ростов-на-Дону) — композитор, музыкант, заслуженный деятель Всероссийского музыкального общества. Профессор кафедры эстрадно-джазовой музыки РГК им. С. В. Рахманинова. Заведующий отделением джазовой музыки Ростовского колледжа искусств.

## Биография
Адам Терацуян родился 28 марта 1957 года в Ростове-на-Дону. Окончил детскую музыкальную школу и Ростовское училище искусств по классу баяна, на последнем курсе стал постоянным слушателем открытых выступлений Кима Назаретова, был его учеником. Это стало решающим фактором в его карьере.
Адам Терацуян — выпускник Ростовского государственного музыкально педагогического института по классу контрабаса.
Адам Терацуян был участником биг-бенда, которым управлял Ким Назаретов. Проработал там до 1994 года.
В 2004 году стал основателем ансамбля «HI-FLY», участники которого выступали на фестивалях «Джаз в саду Эрмитаж», «Джазовая провинция», «Джаз над Волгой», на международном фестивале «ZA JAZZ» в городе Харькове. Он выступал с такими музыкантами, как Эрик Мориенталь, Джерри Бергонзи, Стенли Джордан, Николас Бирд , Текора Роджерс, Джей Ди Уолтер, Игорь Бутман, Давид Голощекин, Леонид Винцкевич, Андрей Кондаков, Валерий Пономарев, Сергей Давыдов, Сергей Манукян, Олег Киреев и Дениз Перье. Проводил концерты вместе с «Adam Band», музыкантом Олегом Аккуратовым и джаз-оркестром «VBband».
Адам Терацуян — художественный руководитель VII, VIII Международных конкурсов Молодых джазовых исполнителей в Ростове-на-Дону.
Среди его учеников — контрабасист Павел Филиппов, Антон Чумаченко, Александр Осипенко, Валерия Шишина, аккордеонист Виталий Хитушка, пианист Илья Филиппов.
Художественный руководитель фестиваля «Мир джаза».